# Campeonato Mundial de Media Maratón de 2010
El Campeonato Mundial de Media Maratón Nanning 2010 fue una competición de media maratón organizada por la Asociación Internacional de Federaciones de Atletismo (cuyas siglas en inglés son IAAF). La decimonovena edición tuvo lugar el 16 de octubre de 2010 en la ciudad de Nanning, China, con la participación de 123 atletas provenientes de 30 países. La competición tuvo lugar en las calles de la ciudad, en un circuito con forma de ocho que empezó y terminó en la plaza Wuxiang, con un premio total de 245 000 USD, que incluía 30 000 USD para los campeones individuales y 15 000 USD para los campeones por equipos.

## Medallero
| Evento                  | Oro                             | Plata                            | Bronce                       |
| ----------------------- | ------------------------------- | -------------------------------- | ---------------------------- |
| Individual              |                                 |                                  |                              |
| Media maratón masculina | Wilson Kiprop Kenia 1:00:07     | Zersenay Tadesse Eritrea 1:00:11 | Sammy Kitwara Kenia 1:00:22  |
| Media maratón femenina  | Florence Kiplagat Kenia 1:08:24 | Dire Tune Etiopía 1:08:34        | Peninah Arusei Kenia 1:09:05 |
| Por equipos             |                                 |                                  |                              |
| Media maratón masculina | Kenia 3:01:32                   | Eritrea 3:03:04                  | Etiopía 3:05:26              |
| Media maratón femenina  | Kenia 3:26:59                   | Etiopía 3:27:33                  | Japón 3:33:40                |

## Resultados

### Media maratón masculina

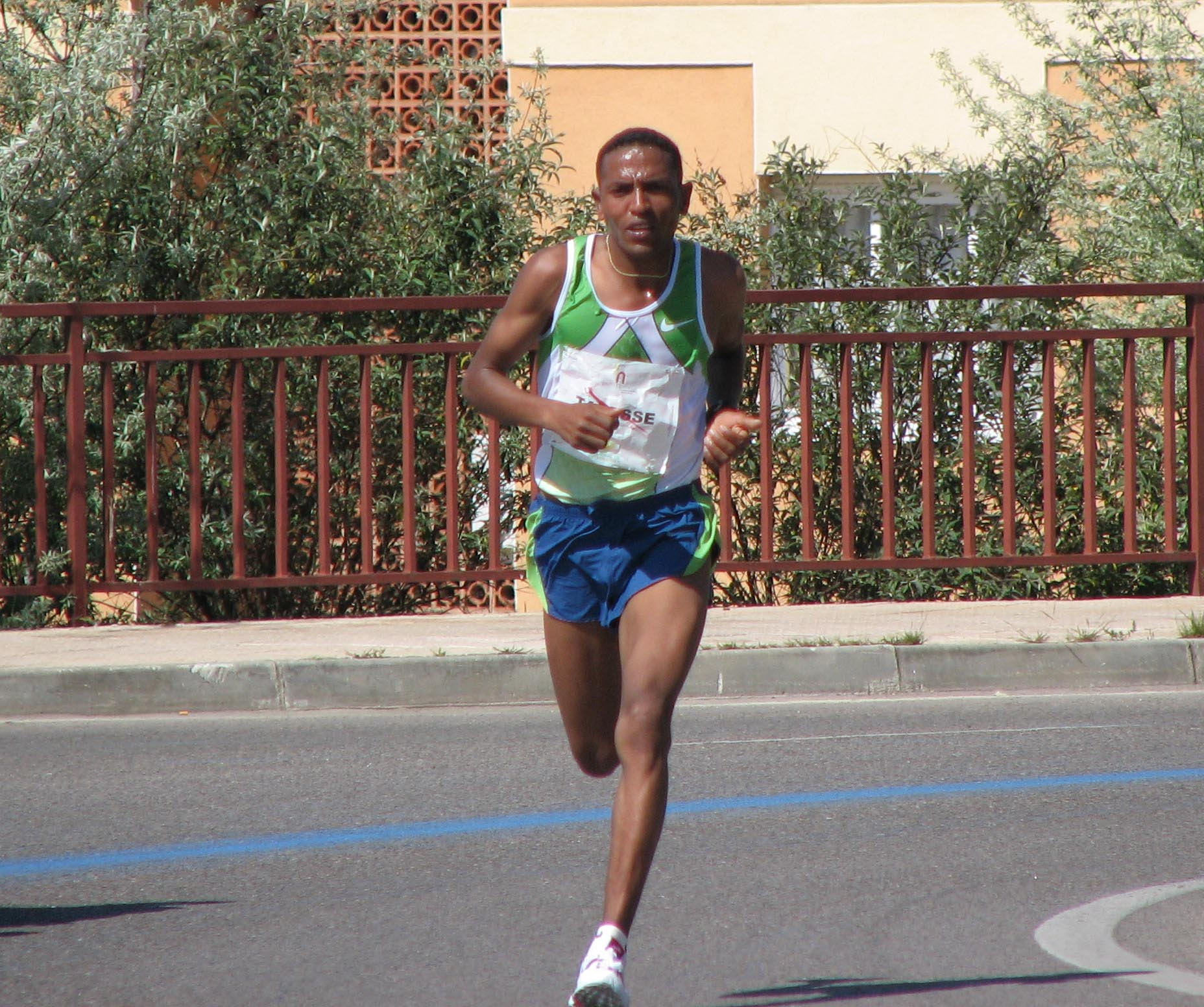
Zersenay Tadese, ganador de la medalla de plata en la media maratón masculina (imagen de 2007).

Los resultados de la carrera de media maratón masculina fueron los siguientes:
| Rank                                | Nombre                | País                            | Tiempo  | Notas           |
| ----------------------------------- | --------------------- | ------------------------------- | ------- | --------------- |
| Medalla de oro, Juegos Olímpicos    | Wilson Kiprop         | Kenia                           | 1:00:07 |                 |
| Medalla de plata, Juegos Olímpicos  | Zersenay Tadese       | Eritrea                         | 1:00:11 |                 |
| Medalla de bronce, Juegos Olímpicos | Sammy Kitwara         | Kenia                           | 1:00:22 |                 |
| 4                                   | Silas Kipruto         | Kenia                           | 1:01:03 |                 |
| 5                                   | Samuel Tsegay         | Eritrea                         | 1:01:13 | Season Best     |
| 6                                   | Titus Masái           | Kenia                           | 1:01:24 |                 |
| 7                                   | Lelisa Desisa         | Etiopía                         | 1:01:28 |                 |
| 8                                   | Birhanu Bekele        | Etiopía                         | 1:01:28 | Personal Best   |
| 9                                   | Tomoya Onishi         | Japón                           | 1:01:31 | Personal Best   |
| 10                                  | Moses Mosop           | Kenia                           | 1:01:31 |                 |
| 11                                  | Tewelde Estifanos     | Eritrea                         | 1:01:40 | Personal Best   |
| 12                                  | Tsuyoshi Ugachi       | Japón                           | 1:01:49 | Personal Best   |
| 13                                  | Amanuel Mesel         | Eritrea                         | 1:02:07 | Personal Best   |
| 14                                  | Abrha Adhanom         | Eritrea                         | 1:02:13 | Personal Best   |
| 15                                  | Asefa Mengstu         | Etiopía                         | 1:02:30 | Personal Best   |
| 16                                  | Lungisa Mdedelwa      | Sudáfrica                       | 1:02:58 |                 |
| 17                                  | Damião de Souza       | Brasil                          | 1:03:07 | Personal Best   |
| 18                                  | Samuel Segoaba        | Sudáfrica                       | 1:03:09 |                 |
| 19                                  | Sean Quigley          | Estados Unidos                  | 1:03:23 | Personal Best   |
| 20                                  | Rubén Iindongo        | Francia                         | 1:03:26 |                 |
| 21                                  | Masato Imai           | Japón                           | 1:03:28 | Season Best     |
| 22                                  | Wissem Hosni          | Túnez                           | 1:03:30 | Personal Best   |
| 23                                  | Antonio Vega          | Estados Unidos                  | 1:03:37 |                 |
| 24                                  | Moorosi Soke          | Sudáfrica                       | 1:03:46 |                 |
| 25                                  | Rachid Nadij          | España                          | 1:03:47 | Personal Best   |
| 26                                  | Zolani Ntongana       | Sudáfrica                       | 1:03:49 |                 |
| 27                                  | Ali Abdosh            | Etiopía                         | 1:04:26 | Personal Best   |
| 28                                  | Abuna Junid           | Etiopía                         | 1:04:36 | Personal Best   |
| 29                                  | John Cusi             | Perú                            | 1:04:43 |                 |
| 30                                  | Djamel Bachiri        | Francia                         | 1:04:49 |                 |
| 31                                  | Osamu Ibata           | Japón                           | 1:04:49 |                 |
| 32                                  | Yang Dinghong         | China                           | 1:04:50 |                 |
| 33                                  | Driss El-Himer        | Francia                         | 1:04:52 |                 |
| 34                                  | José Ríos             | España                          | 1:04:53 |                 |
| 35                                  | Jaime Caldua          | Perú                            | 1:05:00 |                 |
| 36                                  | Lucketz Swartbooi     | Namibia                         | 1:05:27 |                 |
| 37                                  | Constantino León      | Perú                            | 1:05:29 |                 |
| 38                                  | Sergio Pedraza        | México                          | 1:05:30 | Season Best     |
| 39                                  | Andrew Carlson        | Estados Unidos                  | 1:05:38 | Season Best     |
| 40                                  | Giovane dos Santos    | Brasil                          | 1:05:41 |                 |
| 41                                  | His Youssouf          | Yibuti                          | 1:05:45 | Personal Best   |
| 42                                  | Mande Ilunga          | República Democrática del Congo | 1:06:14 | Personal Best   |
| 43                                  | Yohan Durand          | Francia                         | 1:06:29 |                 |
| 44                                  | Clinton Perrett       | Australia                       | 1:06:47 | Season Best     |
| 45                                  | Boiphemelo Selagaboy  | Botsuana                        | 1:07:12 | Personal Best   |
| 46                                  | Li Fei                | China                           | 1:07:13 | Personal Best   |
| 47                                  | Kelebonye Simbowa     | Botsuana                        | 1:07:19 | Personal Best   |
| 48                                  | Raúl Pacheco          | Perú                            | 1:07:22 |                 |
| 49                                  | Pedro Santos          | España                          | 1:07:24 |                 |
| 50                                  | Sibusiso Nzima        | Sudáfrica                       | 1:07:26 |                 |
| 51                                  | Ndabili Bashingili    | Botsuana                        | 1:07:28 | Season Best     |
| 52                                  | Hassan El Ahmadi      | Francia                         | 1:07:50 | Season Best     |
| 53                                  | Ramoseka Raobine      | Botsuana                        | 1:08:16 | Personal Best   |
| 54                                  | Kaelo Mosalagae       | Botsuana                        | 1:08:25 | Season Best     |
| 55                                  | Gao Laiyuan           | China                           | 1:08:55 |                 |
| 56                                  | Ben Bruce             | Estados Unidos                  | 1:09:26 | Personal Best   |
| 57                                  | Goumaneh Omar Doualeh | Yibuti                          | 1:09:41 | Personal Best   |
| 58                                  | Stephen Shay          | Estados Unidos                  | 1:10:12 |                 |
| 59                                  | Eisa Hassan Marzouk   | Egipto                          | 1:10:26 | Personal Best   |
| 60                                  | Cristinel Irimia      | Rumania                         | 1:11:09 |                 |
| 61                                  | Joaquim Chamane       | Angola                          | 1:11:43 | Season Best     |
| 62                                  | Erick Pérez           | México                          | 1:11:52 |                 |
| 63                                  | Shaban Mustafa        | Bulgaria                        | 1:11:59 |                 |
| 64                                  | Aleksandr Moh         | Kirguistán                      | 1:13:10 | Personal Best   |
| 65                                  | Akihiko Tsumurai      | Japón                           | 1:13:28 |                 |
| 66                                  | Mihail Krassilov      | Kazajistán                      | 1:15:11 | Personal Best   |
| 67                                  | Pasang Pasang         | Bután                           | 1:16:43 | Récord nacional |
| 68                                  | Chan Chan Kit         | Macao                           | 1:18:07 | Season Best     |

### Media maratón femenina

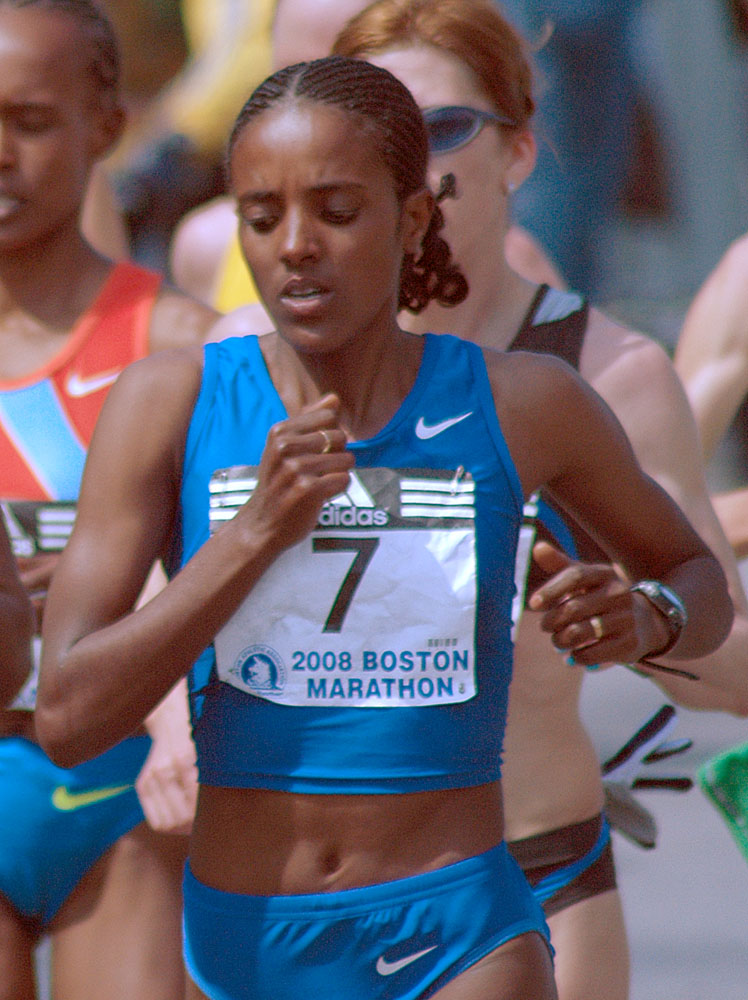
Dire Tune, ganadora de la medalla de plata de la carrera femenina (imagen de la Maratón de Boston de 2008).

Los resultados de la carrera de media maratón femenina fueron los siguientes:
| Rank                                | Nombre                     | País           | Tiempo  | Notas         |
| ----------------------------------- | -------------------------- | -------------- | ------- | ------------- |
| Medalla de oro, Juegos Olímpicos    | Florence Kiplagat          | Kenia          | 1:08:24 |               |
| Medalla de plata, Juegos Olímpicos  | Dire Tune                  | Etiopía        | 1:08:34 |               |
| Medalla de bronce, Juegos Olímpicos | Peninah Arusei             | Kenia          | 1:09:05 |               |
| 4                                   | Feyse Tadese               | Etiopía        | 1:09:28 | Personal Best |
| 5                                   | Joyce Chepkirui            | Kenia          | 1:09:30 | Personal Best |
| 6                                   | Meseret Mengistu           | Etiopía        | 1:09:31 | Personal Best |
| 7                                   | Fate Tola                  | Etiopía        | 1:09:38 | Personal Best |
| 8                                   | Zhu Xiaolin                | China          | 1:11:01 |               |
| 9                                   | Yoshimi Ozaki              | Japón          | 1:11:02 |               |
| 10                                  | Ryoko Kizaki               | Japón          | 1:11:03 |               |
| 11                                  | Sarah Chepchirchir         | Kenia          | 1:11:03 |               |
| 12                                  | Nicole Chapple             | Australia      | 1:11:25 |               |
| 13                                  | Azusa Nojiri               | Japón          | 1:11:35 |               |
| 14                                  | Abebech Afework            | Etiopía        | 1:11:38 |               |
| 15                                  | Hiroko Miyauchi            | Japón          | 1:11:40 |               |
| 16                                  | Helalia Johannes           | Namibia        | 1:11:57 | Season Best   |
| 17                                  | Karolina Jarzyńska         | Polonia        | 1:12:36 |               |
| 18                                  | Claire Hallissey           | Reino Unido    | 1:13:07 |               |
| 19                                  | Stephanie Rothstein        | Estados Unidos | 1:13:37 | Season Best   |
| 20                                  | Eden Tesfalem              | Eritrea        | 1:13:41 | Personal Best |
| 21                                  | Gladys Tejeda              | Perú           | 1:13:46 | Personal Best |
| 22                                  | Marisol Romero             | México         | 1:14:13 | Personal Best |
| 23                                  | Karina Pérez               | México         | 1:14:20 | Season Best   |
| 24                                  | Jessica Trengove           | Australia      | 1:14:21 |               |
| 25                                  | Adriana Aparecida da Silva | Brasil         | 1:14:24 |               |
| 26                                  | Benita Willis              | Australia      | 1:14:28 |               |
| 27                                  | Sueli Silva                | Brasil         | 1:14:31 |               |
| 28                                  | Jimena Misayauri           | Perú           | 1:14:31 |               |
| 29                                  | Noriko Higuchi             | Japón          | 1:14:56 |               |
| 30                                  | Fabiana Cristine da Silva  | Brasil         | 1:15:10 |               |
| 31                                  | Louisa Leballo             | Sudáfrica      | 1:15:11 |               |
| 32                                  | Karine Pasquier            | Francia        | 1:15:19 |               |
| 33                                  | Paula Todorán              | Rumania        | 1:15:29 |               |
| 34                                  | María Azucena Díaz         | España         | 1:15:38 |               |
| 35                                  | Hao Xiaofan                | China          | 1:16:03 |               |
| 36                                  | Samia Akbar                | Estados Unidos | 1:16:15 |               |
| 37                                  | Zintle Xiniwe              | Sudáfrica      | 1:16:21 |               |
| 38                                  | Loretta Kilmer             | Estados Unidos | 1:16:32 |               |
| 39                                  | Kristen Zaitz              | Estados Unidos | 1:16:51 |               |
| 40                                  | Julia Rivera               | Perú           | 1:17:43 |               |
| 41                                  | Heidi Westover             | Estados Unidos | 1:18:06 |               |
| 42                                  | Cassie Fien                | Australia      | 1:18:59 |               |
| 43                                  | Mpho Mabuza                | Sudáfrica      | 1:19:24 |               |
| 44                                  | Ding Changqin              | China          | 1:20:01 |               |
| 45                                  | Amira Ben Amor             | Túnez          | 1:20:19 |               |
| 46                                  | Silvia Danekova            | Bulgaria       | 1:21:21 |               |
| 47                                  | Paula Apolonio             | México         | 1:23:01 |               |
| 48                                  | Luz Eliana Silva           | Chile          | 1:23:25 |               |
| 49                                  | Irvette van Blerk          | Sudáfrica      | 1:24:52 |               |
| 50                                  | Thozama April              | Sudáfrica      | 1:26:48 |               |
| 51                                  | Ho Pui Yan                 | Macao          | 1:42:13 |               |
| —                                   | Melinda Vernon             | Australia      | DNF     |               |
| —                                   | Emily Tallen               | Canadá         | DNF     |               |
| —                                   | Patricia Laubertie         | Francia        | DNF     |               |
| —                                   | Eunice Kales               | Kenia          | DNF     |               |

## Resultados por equipos

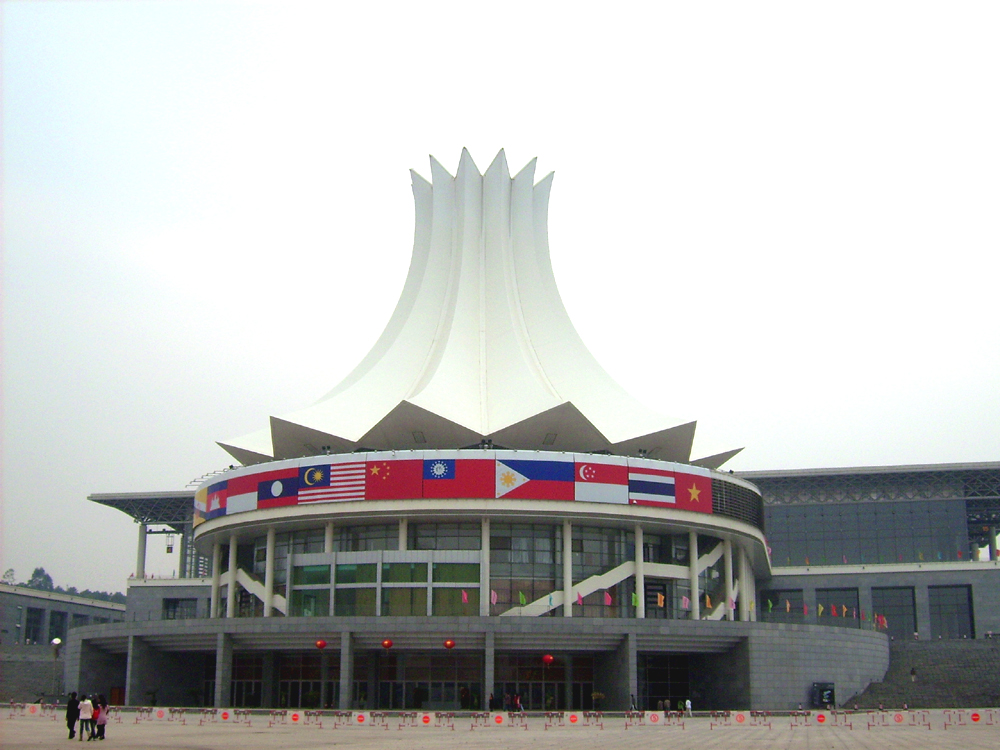
El Centro Internacional de Convenciones y Exposiciones de Nanning fue uno de los puntos del recorrido de la carrera.

### Media maratón masculina
La clasificación final por equipos de la carrera de media maratón masculina fue la siguiente:
| Rank                                | País           | Equipo                                                    | Tiempo  |
| ----------------------------------- | -------------- | --------------------------------------------------------- | ------- |
| Medalla de oro, Juegos Olímpicos    | Kenia          | Wilson Kiprop Sammy Kitwara Silas Kipruto                 | 3:01:32 |
| Medalla de plata, Juegos Olímpicos  | Eritrea        | Zersenay Tadese Samuel Tsegay Tewelde Estifanos           | 3:03:04 |
| Medalla de bronce, Juegos Olímpicos | Etiopía        | Lelisa Desisa Birhanu Bekele Asefa Mengstu                | 3:05:26 |
| 4                                   | Japón          | Tomoya Onishi Tsuyoshi Ugachi Masato Imai                 | 3:06:48 |
| 5                                   | Sudáfrica      | Lungisa Mdedelwa Samuel Segoaba Moorosi Soke              | 3:09:53 |
| 6                                   | Estados Unidos | Sean Quigley Antonio Vega Andrew Carlson                  | 3:12:38 |
| 7                                   | Francia        | Ruben Iindongo Djamel Bachiri Driss El-Himer              | 3:13:07 |
| 8                                   | Perú           | Jhon Cusi Huamán Jaime Caldua Constantino León            | 3:15:12 |
| 9                                   | España         | Rachid Nadij José Ríos Ortega Pedro Santos                | 3:16:04 |
| 10                                  | China          | Yang Dinghong Li Fei Gao Laiyuan                          | 3:20:58 |
| 11                                  | Botsuana       | Boiphemelo Selagaboy Kelebonye Simbowa Ndabili Bashingili | 3:21:59 |

### Media maratón femenina
La clasificación final por equipos de la carrera de media maratón femenina fue la siguiente:
| Rank                                | País           | Equipo                                                           | Tiempo  |
| ----------------------------------- | -------------- | ---------------------------------------------------------------- | ------- |
| Medalla de oro, Juegos Olímpicos    | Kenia          | Florence Jebet Kiplagat Peninah Jerop Arusei Joyce Chepkirui     | 3:26:59 |
| Medalla de plata, Juegos Olímpicos  | Etiopía        | Dire Tune Feyse Tadese Meseret Mengistu                          | 3:27:33 |
| Medalla de bronce, Juegos Olímpicos | Japón          | Yoshimi Ozaki Ryoko Kizaki Azusa Nojiri                          | 3:33:40 |
| 4                                   | Australia      | Nicole Chapple Jessica Trengove Benita Willis                    | 3:40:14 |
| 5                                   | Brasil         | Adriana Aparecida da Silva Sueli Silva Fabiane Cristine da Silva | 3:44:05 |
| 6                                   | Perú           | Gladys Tejeda Jimena Misayauri Julia Rivera                      | 3:46:00 |
| 7                                   | Estados Unidos | Stephanie Rothstein Samia Akbar Loretta Kilmer                   | 3:46:24 |
| 8                                   | China          | Zhu Xiaolin Hao Xiaofan Ding Changqin                            | 3:47:05 |
| 9                                   | Sudáfrica      | Louisa Leballo Zintle Xiniwe Mpho Mabuza                         | 3:50:56 |
| 10                                  | México         | Marisol Romero Karina Pérez Paula Apolonio                       | 3:51:34 |

## Participación
El número de participantes en el campeonato fue de 123 atletas que representaban a 30 países. El corredor británico Andrew Lemoncello estuvo programado para ser único representante de su país en la carrera masculina, pero se le negó el ingreso a China sin dar explicación alguna, lo cual provocó una disputa entre UK Athletics y la Asociación Atlética de China.
- Angola
- Australia
- Bután
- Botsuana
- Brasil
- Bulgaria
- Canadá
- Chile
- China
- República Democrática del Congo
- Egipto
- Eritrea
- España
- Estados Unidos
- Etiopía
- Francia
- Japón
- Kazajistán
- Kenia
- Kirguistán
- Macao
- México
- Namibia
- Perú
- Polonia
- Rumania
- Reino Unido
- Sudáfrica
- Túnez
- Yibuti